# Hans Hartleb (Regisseur)
Hans Hugo Christian Hartleb (* 3. Mai 1910 in Kassel; † unbekannt) war ein deutscher Opernregisseur.

## Leben
Hartleb studierte zunächst Theaterwissenschaft an der Universität München und wurde dort 1936 promoviert.
1935 wurde er Oberspielleiter an der Volksoper Berlin. 1947 bis 1956 wirkte er in ähnlicher Funktion an den Städtischen Bühnen Essen, 1956 bis 1961 an der Oper Frankfurt und von 1961 bis 1967 an der Bayerischen Staatsoper in München.
Seither lebt er als freischaffender Regisseur in München. Als seine besondere Domäne gilt die moderne Oper sowie das italienische Repertoire.

## Werke
- Hans Hartleb: Deutschlands erster Theaterbau: Eine Geschichte des Theaterlebens und der englischen Komödianten unter Landgraf Moritz dem Gelehrten von Hessen-Kassel. De Gruyter, Berlin 1936, ISBN 978-3-11-125989-5.
- singbare Opernübersetzungen